# Antônio Joaquim Pires de Carvalho e Albuquerque, barão de Vila Viçosa
Antônio Joaquim Pires de Carvalho e Albuquerque, primeiro e único barão de Vila Viçosa, com título concedido em 26 de abril de 1879, (Santo Amaro, 13 de março de 1841 — Santo Amaro, 19 de maio de 1915) foi um jurista, escritor, deputado durante a Constituinte de 1891 e a primeira legislatura (1891-1893) e musicista brasileiro.

## Biografia
Filho de Maria Violante de Mattos e Inácio Pires de Carvalho e Albuquerque, portanto, sobrinho do Visconde da Torre de Garcia d'Ávila e descendente dos morgados da Casa da Torre.
Era casado com Francelina Maria da Conceição, de quem teve filhos, e possuía uma grande biblioteca onde pessoas como o escritor Eugênio Gomes fizeram suas primeiras leituras.